# No toca botón
No Toca Botón fue un programa cómico de televisión argentina. Estuvo al aire entre 1981 y 1986 por Canal Once de Buenos Aires, y en 1987 por Canal 9 de Buenos Aires, protagonizado por Alberto Olmedo y dirigido por Hugo Sofovich.

## Argumento
Fue el mayor éxito en televisión de Alberto Olmedo con Javier Portales y César Bertrand como segundos actores. En el primer año Moria Casán acompañó a Olmedo, como primera actriz, y fue reemplazada en 1982 por Susana Traverso, quien permaneció en el programa hasta 1985, año en el cual debuta Mónica Gonzaga en el recordado sketch de El Psicoanalista.
Los sketch más recordados de No toca Botón son: Rucucu, El manosanta, Borges y Álvarez, Rogelio Roldán, José Refrán, y Lucy, El Psicoanalista.
También participaron del programa las actrices Silvia Pérez, Beatriz Salomón, Adriana Brodsky, Susana Romero, Divina Gloria, Judith Gabbani, Soledad Silveyra, Patricia Lissi, Susana Giménez y los actores Javier Portales, Vicente La Russa y Adrián Martel.
El último programa se emitió el 18 de diciembre de 1987 por Canal 9 Libertad.

## Equipo técnico
- En canal 11:
- Autor: Hugo Sofovich
- Colaboración autoral: Ängel Cortese
- sonido: Jorge Chartoriski
- Escenografía: Oscar Fernández - Jorge Romanó
- Iluminación: Juan Carlos Desimone - Eduardo Coria - Víctor Ruíz
- Producción: Dicky Ríos
- Libro y dirección: Hugo Sofovich

- En canal 9:
- Autor: Hugo Sofovich
- Sonido: Juan de Dios González (Gonzalito)
- Escenografía: Mario Ferro
- Iluminación: Angel Giménez
- Asistente de dirección: Carlos Koller
- Producción: Horacio Romairone
- Libro y dirección: Hugo Sofovich

## Enlaces
- Wikimedia Commons alberga una categoría multimedia sobre No toca botón.
- No toca botón en Internet Movie Database (en inglés).

- Datos: Q6044028